# Mia Donna
«Mia Donna» — український короткометражний фільм режисера Павла Острікова у стилі магічного реалізму, знятий 2018 року. Ця трагікомічна стрічка про чоловіка, який одного дня перетворюється на маленького хлопчика, отримала премію «Золота Дзиґа» як найкращий український короткометражний фільм і стала учасником багатьох українських та іноземних матеріалів, зокрема Київського міжнародного фестивалю короткометражних фільмів, Київського кінофестивалю «Відкрита Ніч», Uppsala SFF, Таллінського кінофестивалю «Темні ночі» та інших.
Українська прем’єра фільму відбулася 2018 року на Одеському міжнародному кінофестивалі. Фільм входить до кіноальманаху короткометражних фільмів Українська нова хвиля. Красиві двадцятилітні та Літо. Дзиґа. Love.

## Сюжет
Оксана та Толік – пара, що прожила разом майже 30 років. Оксана як домінантка в сім’ї вважає Толіка абсолютно несамостійним. Вибираючи одяг на Хмельницькому базарі, вона просить чоловіка поміряти футболку. Він неохоче заходить за шторку та перетворюється на семирічного хлопчика. Лікарі безсилі, і ніхто не може повернути його назад. Оксана чіпляється за старе життя, проте проблема виявилась серйознішою, ніж їй здавалось.
«Мені хотілось показати, що кохання з роками перетворюється на материнську турботу, де немає місця пристрасті. При цьому я намагався зняти фільм без моралі та нікого не повчати, адже в мене не знайшлася відповідь навіть для себе, як зберегти своє кохання у майбутньому. Це досить важке питання», - розповідає Павло Остріков в інтерв’ю виданню Moviegram.

## Виробництво
Знімальна група фільму складалася приблизно із 45 осіб, а зйомки тривали 3 дні. При виробництві фільму тривалістю 16 хв. було задіяно такі живі локації як базар, школа, квартира тощо. 
«В основі сюжету – мініатюра про сім’ю, яка купує речі на Хмельницькому базарі, яку я колись написав для виступу в КВН. Якось я згадав цю історію і написав за нею сценарій. Він сподобався Юрію Мінзянову, продюсеру Kristi films, і ми почали знімати. Це наш третій спільний фільм – до цього разом відзняли «Голден лав» та «Випуск’97». З кожною наступною стрічкою ми намагалися залучити все більше фахівців та зробити кіно значно вищого рівня», - коментує процес виробництва Павло Остріков.

## Сприйняття
Фільм отримав позитивні відгуки від української професійної спільноти. Кінокритик та журналіст Ярослав Підгора-Гвяздовський зазначив, що «...крім формальної складової — фільм розіграний і придуманий ідеально — він має вагомий для обговорення сенс, торкаючись вічної залежності чоловіка від жінки, і якого б віку той чоловік не був, усе одно жінка матиме до нього материнські почуття, невід’ємні від неї через її природу, незважаючи на її соціальний статус та роки».
Кінокритик та співавтор програми «Аргумент-кіно» ( канал «1+1») Ігор Грабович написав про стрічку наступне: «Картина Павла Острікова «Mia Donna» є маленьким шедевром, у якому об’єдналося дуже багато компонентів. Це і впізнавані ситуації та персонажі, і знайомі всім нам страхи та надії, до яких додається щось набагато вагоміше, що нечасто зустрінеш в українських фільмах».
Театральний критик і заслужений діяч мистецтв України Сергій Васильєв відгукнувся про «Mia Donna» як про «найкращий український короткий метр 2018 року. Вишуканість, фантазія та тонкий гумор майстерно відтіняють у ньому правдиву життєву повсякденність — українську за формою (яка, звісно ж, дуже далека від полотен майстрів Ренесансу) та універсальну, загальнолюдську за своєю суттю».

## Участь у кінофестивалях
- 2018 Приз глядацьких симпатій Львівського міжнародного фестивалю короткометражних фільмів Wiz-Art, Україна
- 2019 Найкращий фільм національного конкурсу Київського МКФ короткометражних фільмів, Україна
- 2019 Диплом за Найкращий сценарій – Київський кінофестиваль «Відкрита Ніч», Україна (Павло Остріков)
- 2019 «Золота дзиґа» – Найкращий короткометражний ігровий фільм (ім. Ю. А. Мінзянова)
- 2019 Учасник програми “UKRAINE STAY WEIRD” в межах 38-ого Uppsala SFF
- 2019 Учасник конкурсної програми Brooklyn Film Festival
- 2018 Учасник Таллінського кінофестивалю «Темні ночі», Естонія
- 2018 Учасник International Short Film Festival Leuven, Бельгія
- 2018 Учасник конкурсної програми Одеського міжнародного кінофестивалю